# Ouette de l'Orénoque
Neochen jubata
Genre
Espèce
Statut de conservation UICN

 NT A2cd+3cd+4cd : Quasi menacé
L'Ouette de l'Orénoque (Neochen jubata) est une espèce d'oiseaux de la famille des Anatidae. C'est la seule espèce du genre Neochen.

## Description
Elle mesure entre 61 et 76 cm, la tête et le cou sont brun pâle, les flancs et le dos sont roux tandis que les ailes sont noires avec des reflets verts.
Les deux sexes sont identiques.

## Habitat
On rencontre cette espèce en Amérique du sud à l'est des Andes, du Venezuela jusqu'au nord de l'Argentine.
C'est un oiseau qui vit le long des cours d'eau, dans les lisières de forêt et dans les savanes tropicales humides.

## Biologie
Cette espèce vit en couples ou en petits groupes. Durant la saison de reproduction, les couples défendent leur territoire agressivement, le nid est placé dans un arbre creux.
L'ouette de l'Orénoque se nourrit à terre, elle nage peu mais se perche fréquemment dans les arbres.

## Populations
La population est comprise entre 25 000 et 100 000 individus.